# Hentzia poenitens
Espèce
Synonymes
- Wala poenitens Chamberlin, 1924

Hentzia poenitens est une espèce d'araignées aranéomorphes de la famille des Salticidae.

## Distribution
Cette espèce est endémique du Sonora au Mexique,.

## Description
Le mâle, décrit par Richman en 1989, mesure 3,60 mm et les femelles de 3,30 à 4,00 mm.

## Publication originale
- Chamberlin, 1924 : The spider fauna of the shores and islands of the Gulf of California. Proceedings of the California Academy of Sciences, sér. 4, vol. 12, p. 561-694 (texte intégral).